# 加古川町
加古川町（かこがわちょう）は、兵庫県加古川市の中心をなす地域である。本項ではその前身自治体である加古郡加古川町（かこがわちょう）についても述べる。

## 概要
JR神戸線・加古川線の加古川駅と加古川市役所が所在し、その2箇所周辺に官庁・商店が分布している。明姫幹線と国道2号の間は住宅街で、郊外の雰囲気である。以下の16大字から構成されている。

### 大字

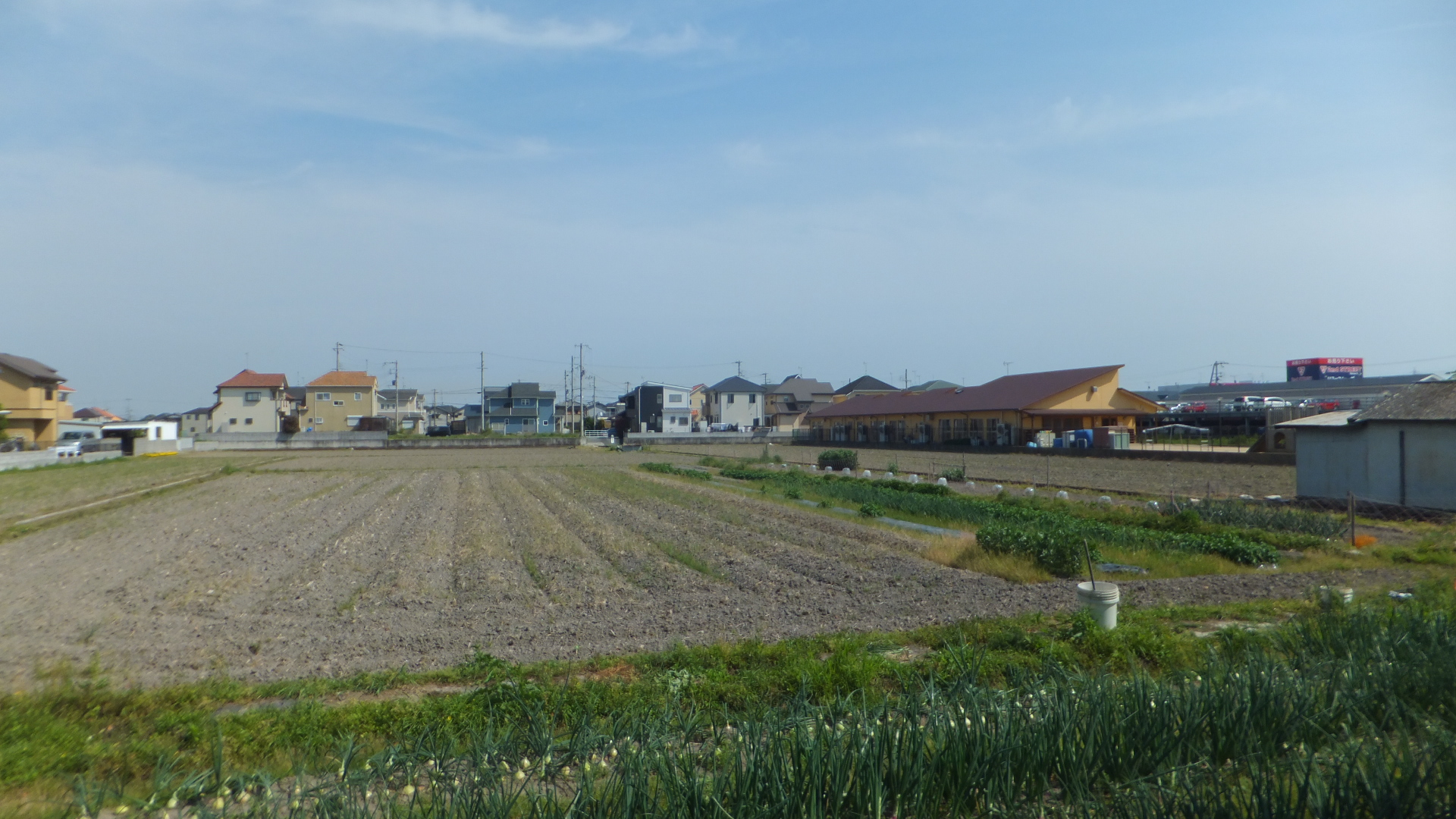
加古川町内の農業地帯
（加古川町南備後で撮影）

- 1889年 発足時の旧加古川町
  - 加古川町寺家町（じけまち）
  - 加古川町本町
  - 加古川町篠原町
- 1929年 加古川町に編入された旧鳩里村
  - 加古川町粟津
  - 加古川町稲屋
  - 加古川町北在家
  - 加古川町友沢
  - 加古川町西河原
  - 加古川町備後
  - 加古川町南備後
- 1937年 加古川町に編入された旧氷丘村
  - 加古川町大野
  - 加古川町河原
  - 加古川町中津
  - 加古川町溝之口
  - 加古川町美乃利

## 地理
加古川と別府川に挟まれた平野に位置する。西部とは加古川を挟んで米田町・東神吉町と高砂市、北西部は平荘町、北東部は神野町、東部は野口町、南部は尾上町と接している。

## 歴史

### 年表
- 1887年（明治20年）4月 - 加古・印南両郡聯学区加古川高等小学校が称名寺に開設（ 1889年（明治22年）3月まで）[2]。
- 1889年（明治22年）4月1日 - 町村制施行により、印南郡加古川町・加古郡寺家町・篠原村が合併して加古郡加古川町が発足。本町、寺家町、篠原の大字を編成[3]。
- 1899年（明治32年） - 日本毛織加古川工場が操業開始[4]。
- 1916年（大正5年） - 大字の篠原を篠原町に改称[3]。
- 1929年（昭和4年）3月20日 - 鳩里村を編入。鳩里村の大字である南備後・北備後・北在家・粟津・木村・友澤・稲屋・西河原を引き継ぐ[3]。
- 1937年（昭和12年）3月15日 - 氷丘村を編入。氷丘村の大字である河原・中津・大野・粟津・溝之口・平野・美乃利を引き継ぐ[3]。
- 1948年（昭和23年）3月7日 - 加古郡加古川町を管轄区域とする加古川町警察署が発足する（後、加古川市警察となり、1951年に兵庫県警察に統合）
- 1950年（昭和25年）6月15日 - 尾上村・神野村・野口村・平岡村と合併して加古川市が発足。加古川市加古川町となる。
- 1969年（昭和44年）12月 - 国道2号線加古川橋東詰交差点より平野交差点間が東行き、市道平野西河原線（平野〜消防署前）が西行きに一方通行化される[5]。
- 1971年（昭和46年）8月 - 市道加古川左岸線の消防署前交差点より加古川橋東詰交差点間が北行一方通行となる。
- 1984年（昭和59年）2月8日 - ニッケパークタウンが開業する。
- 1989年（平成元年）12月1日 - ベルデモール加古川が完成する。
- 1996年（平成8年）3月 - 国道2号線平野西〜平野間の東行き一方通行が解除される。
- 2005年（平成17年）3月1日 - 加古川駅が高架駅となる。

## 交通

### 鉄道
- 西日本旅客鉄道
  - 山陽本線（JR神戸線）
    - 加古川駅

  - 加古川線
    - 加古川駅 - 日岡駅

山陽新幹線が地域内を通過するが、駅は存在しない。

### バス
- 神姫バス
- かこバス

### 道路
- 国道2号
  - 加古川バイパス
- 国道250号
  - 明姫幹線

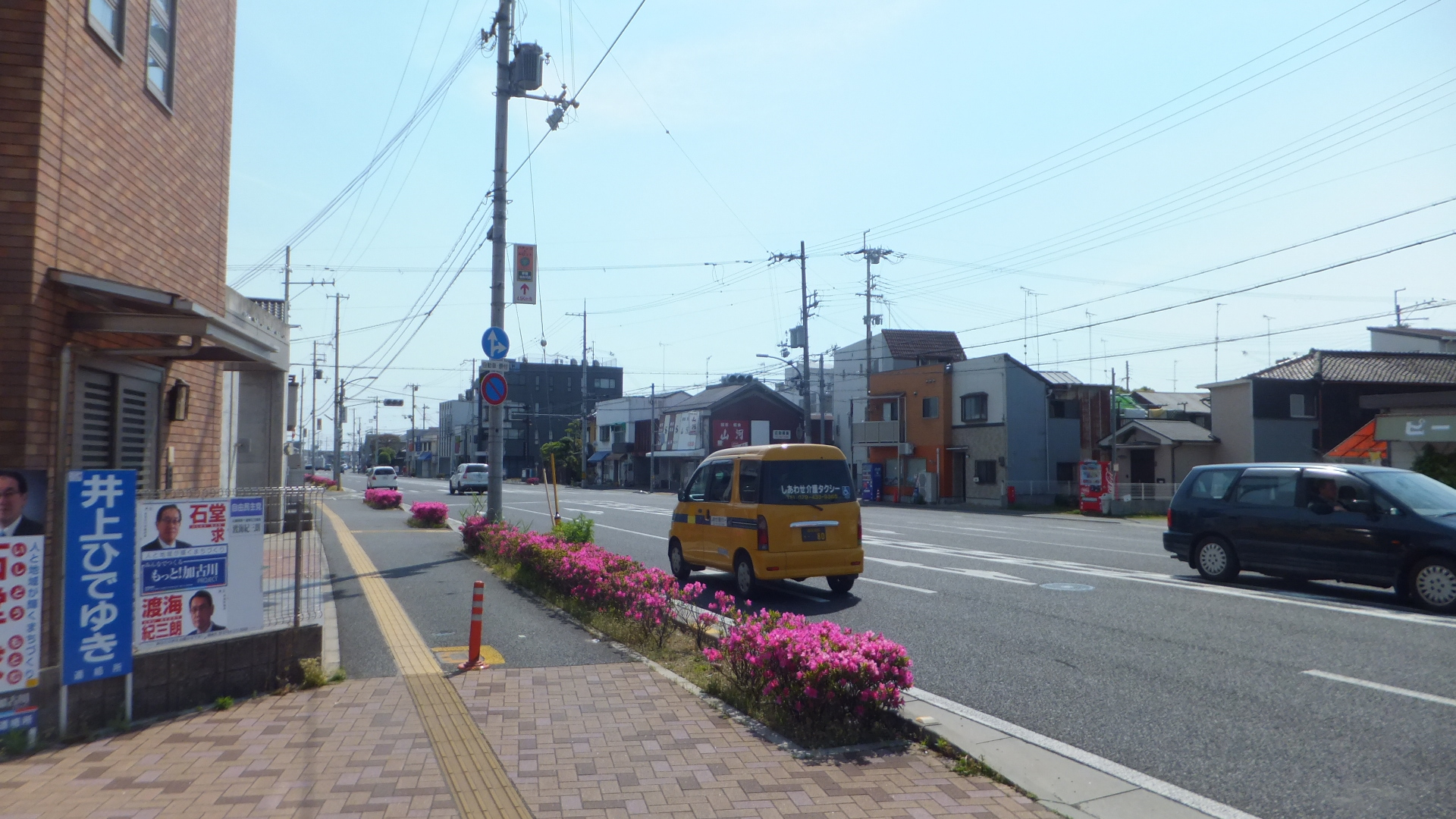
兵庫県道18号加古川小野線
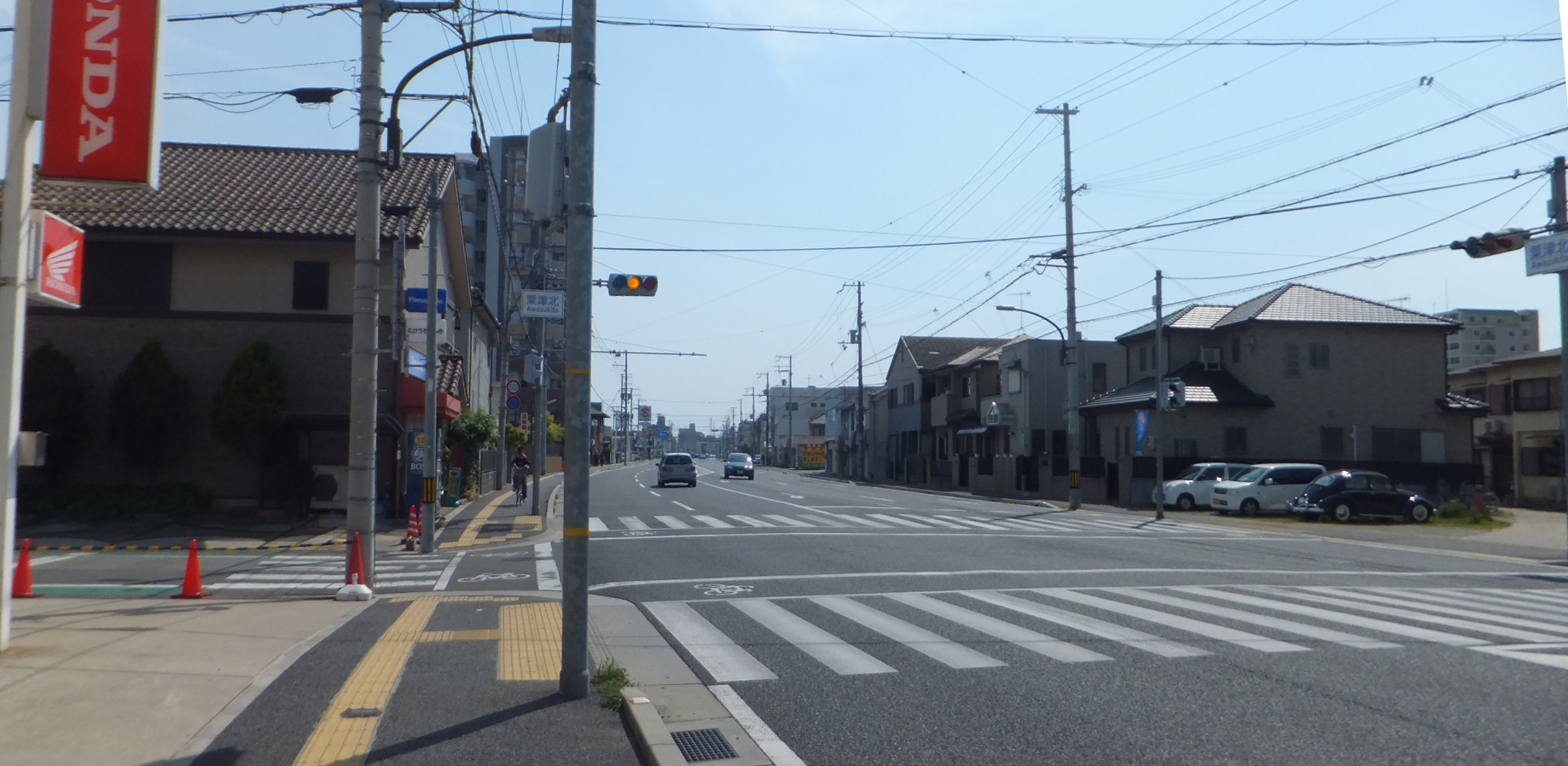
兵庫県道19号加古川高砂線
- 兵庫県道61号加古川停車場線
- 兵庫県道129号別府港加古川停車場線
- 兵庫県道148号大久保稲美加古川線

- 兵庫県道18号加古川小野線
加古川町寺家町で撮影
- 兵庫県道19号加古川高砂線
加古川町寺家町で撮影

## おもな寺社
- 鶴林寺 - 新西国三十三箇所観音霊場第27番、播州薬師霊場第7番など
- 称名寺（加古川城跡）
- 福田寺
- 常住寺
- 光念寺
- 粟津天神社
- 泊神社

## 教育機関

### 高等学校
- 兵庫県立加古川西高等学校
- 兵庫県立加古川東高等学校
- 兵庫県立加古川南高等学校

### 中学校
- 加古川市立加古川中学校
- 加古川市立氷丘中学校

### 小学校
- 加古川市立加古川小学校
- 加古川市立氷丘小学校
- 加古川市立氷丘南小学校
- 加古川市立鳩里小学校

### 幼稚園
- 加古川市立加古川幼稚園
- 加古川市立鳩里幼稚園
- 加古川市立氷丘幼稚園
- 加古川市立氷丘南幼稚園

## 官公庁
- 加古川簡易裁判所
- 加古川市消防本部
- 東播磨県民局

## 郵便局
- 加古川郵便局
- 加古川備後郵便局
- 加古川西本町郵便局
- 加古川木村郵便局
- 加古川駅前郵便局